# Japonský hospodářský zázrak
Japonský zázrak je termín, který označuje období rapidního a trvalého ekonomického růstu Japonska, který se odehrál od konce druhé světové války do poloviny 70. let 20. století. Každoroční růst HDP v té době dosahoval přes 10 %. Během tohoto období se Japonsko, oproti očekávání, stalo třetím ekonomicky nejsilnějším státem na světě.

## Poválečná situace
Na konci druhé světové války se Japonsko ocitlo zničené a demoralizované, ztratilo až 1,85 milionů obyvatel (okolo 4 % z celkového počtu) a přes 25 % národního bohatství. Výrobní činnost klesla na jednu pětinu předválečné úrovně.
Japonsko se po válce rovněž potýkalo s vysokou nezaměstnaností. Po demobilizaci vojenských sil zůstalo přes 7 milionů nezaměstnaných vojáků a další 4 miliony lidí se ocitlo bez práce po paralyzování zbrojního průmyslu. Celkový počet nezaměstnaných činil bezprostředně po válce přes 13 milionů lidí.
Dalším problémem byly zdroje a nefunkční zemědělství. Během války se těžba soustředila na výrobu oceli, tu však těžili hlavně Korejci a Číňané, kteří k tomu byli nuceni, což po válce nebylo možné. Produkce oceli po válce klesla z průměrné měsíční produkce 3–4 milionů tun pod hranici 1 milionu.
Třetím významným problémem se stala rapidní inflace. Tu pomohl stabilizovat americký ekonom Joseph Dodge se svým plánem na hospodářskou obnovu z roku 1949 (tzv. Dodgovou linií) – svázáním hodnoty jenu s americkým dolarem v poměru 360:1, stabilizací rozpočtu a redukcí státních zásahů do ekonomiky.

## Etapy vývoje
Poválečný vývoj lze rozdělit do dvou etap, jejichž rozmezím je rok 1955.

### První etapa
Došlo k obnovení těžebního průmyslu, jež úzce souvisí s válkou na Korejském poloostrově, rostla poptávka po lodích a těžkém průmyslu. Japonsko bylo blízko epicentru konfliktu, díky čemuž mohlo dodat levně a rychle. První rok po válce (1946) HDP činil 1,3 miliardy USD. Do roku 1950 vzrostlo na 10,9 miliardy USD a poté na 15,1 miliardy USD v prvním roce korejské války (1953).

### Druhá etapa
Od roku 1956 Japonsko vykazovalo vysoký růst HDP, který v průměru dosahoval přes 10 % a umožnil reformu hospodářství. Postupný přesun ekonomické činnosti z primární sféry do sekundární, kde nejvýznamnějším ekonomickým motorem byl těžký a chemický průmysl.
Zemědělská produkce rovněž zaznamenala nárůst, ale ne tak převratný. Zvětšovaly se především sklizně rýže, díky inovacím a účinnějším metodám (umělá hnojiva, prostředky proti hmyzu, nové odrůdy).
Ve druhé etapě zaznamenalo růst hned několik sektorů po několik let, vznikl volný trh a s ním i noví obchodníci jako například Honda, nebo Sony.
V roce 1962 celková hodnota roční produkce činila 60,72 miliard USD, o dva roky později 81,7 miliard USD, tehdy Japonsko zaujalo 5. místo v pořadí největších světových výrobců.
Rozvíjí se petrochemický, ocelářský, automobilový, chemický a lodní průmysl. Díky těmto sektorům HDP vzrostlo v roce 1965 na 90,9 miliard USD o více než 11 %. Lodní průmysl představoval 47 % světové produkce, zemědělství vyprodukovalo 12 700 000 tun rýže, celostátní výroba se oproti roku 1960 téměř zdvojnásobila. Za téměř dvacet let Japonsko zaujalo první místo ve výrobě lodí, druhé místo ve výrobě aut (za USA), počítačů i televizorů a třetí ve výrobě oceli.
Proběhla výstavba tisíců rafinérií, dálnic, nejrychlejší železnice na světě, letecké sítě, hutí a cementáren. Japonsko se stalo velmocí ve výrobě tankerů a dalších velkých nákladních plavidel.

## Pozitivní faktory, které přispěly k růstu

### Demilitarizace
Demilitarizace společnosti spočívala mimo převod hospodářské válečné výroby na výrobu mírovou rovněž v absolutním omezení výdajů na zbrojení a zrušení ozbrojených sil novou ústavou. Obranu ostrovů od té doby zajišťovaly americké vojenské jednotky. Důsledkem toho byl v dlouhém období pozitivní vliv na ekonomiku, protože Japonsko od té doby nevynakládalo v podstatě již žádné neproduktivní výdaje v oblasti udržování vlastní armády a mohlo tak zdroje využit efektivněji.

### Demokratizace
Od skončení druhé světové války až do počátku 50. let v Japonsku fakticky vládla americká okupační správa pomocí nově sestavené vlády vedené odpůrcem předchozího režimu Šigeru Jošidou. Tato vláda vedla Japonsko k nastolení podmínek vhodných pro svobodné podnikání. Dekartelizace a zavedení protimonopolního zákona či také pozemková reforma vedly k nastolení podmínek volné soutěže a konkurenčního prostředí v ekonomice.

### Rozvoj dopravy
Po válce si velká část obyvatelstva nemohla dovolit pořídit si klasické auto, nýbrž pouze skútr či menší motocykl. To přivedlo tehdejší ministerstvo pro mezinárodní průmysl a obchod k vytvoření nové třídy aut, takzvaných Kei-cars. Šlo o auta s nejmenšími na silnici povolenými parametry a také o novou alternativu pro obyvatele. Vytvoření této nové, dodnes velmi oblíbené třídy aut napomohlo nejen rozvoji automobilového průmyslu, ale částečně přispělo i k redukci nezaměstnanosti, ať už vytvořením nových pracovních míst, nebo i oživením přepravy zboží.
V průběhu šedesátých let se japonský export zaměřil na vývoz železných produktů a lodí.

### Agrární reforma
V průběhu agrární reformy byla zabavena půda vlastníkům, kteří na ní nehospodařili (více než polovina).
V letech 1946–1948 proběhl po celém Japonsku odprodej půdy, kdy vlastnictví přecházelo z rukou vlastníků do rukou rolníků (přes 2 miliony hektarů polí).

## Závěr
Rapidní ekonomický růst byl podpořen hned několika různými procesy, zejména rozšířením soukromých investic do zemědělství a inovací, přesunem pracovní síly z primární a terciární do sekundární sféry a zvýšenou produktivitou způsobenou technologiemi. Dále spoluprací politiky a hospodářství, uvolněním trhu, úlevou od daní pro investory, mechanizací a rozmachem průmyslu.